# Valldoreix
Valldoreix es un pueblo que es una entidad municipal descentralizada de San Cugat del Vallés, en la comarca del Vallés Occidental, provincia de Barcelona, comunidad autónoma de Cataluña, España. Tiene una población de 8925 habitantes (INE 2024).

## Geografía
Está situado en el extremo sur del término municipal de San Cugat del Vallés, en los contrafuertes septentrionales de la sierra de Collserola. Al norte se encuentra unida con Mira-sol, otro barrio residencial de San Cugat del Vallés, y hacia el sureste se une con La Floresta.

## Historia
La población actual nació sobre los años 1916-1918 como ciudad jardín, o urbanización residencial, en el entorno de la antigua iglesia románica de San Cebrián y la parada de los Ferrocarriles de Cataluña, actualmente Ferrocarriles de la Generalidad de Cataluña. 
Antiguamente, su término, llamado Aiguallonga, había pertenecido a la baronía de Canals, las ruinas del castillo, las cuales se encuentran al suroeste del núcleo urbanizado. A mediados del siglo XIX fue agregado a San Cugat del Vallés. En 1959 se creó la Entidad Local Menor de Valldoreix, precedente de la actual entidad municipal descentralizada, que es la más poblada de Cataluña.
Actualmente encontramos grandes villas y edificaciones de casas nuevas de alto nivel, convirtiendo a Valldoreix en una de las zonas residenciales de más alto standing de Cataluña elegida por familias adineradas de Barcelona.

## Símbolos

### Escudo

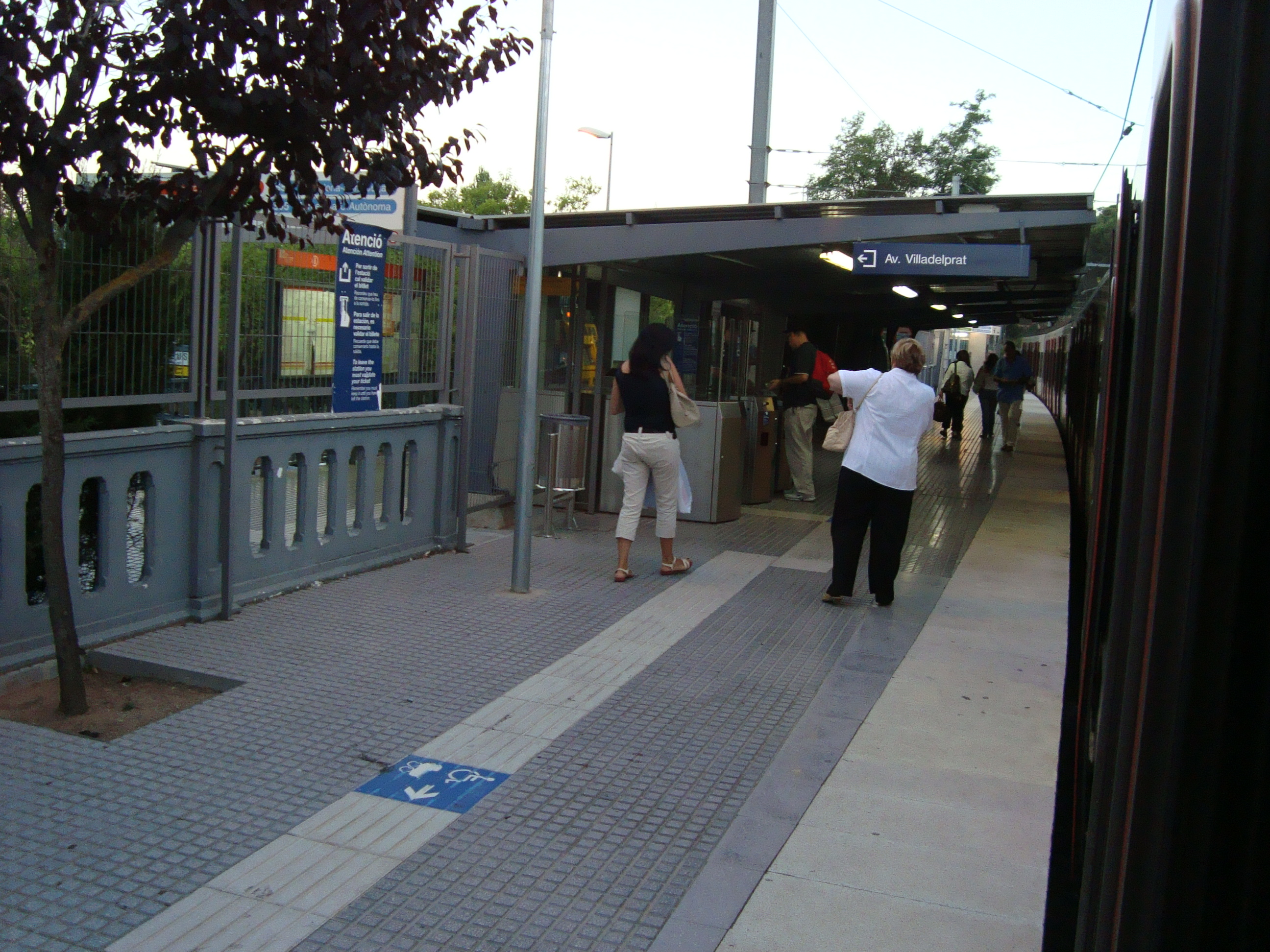
Estación de Valldoreix de FGC.

El escudo de Valldoreix se define por el siguiente blasón:
«Escudo embaldosado: de gules, un valle de oro con una faja ondada de azur, surmontada de una domus de argén abierta.»
El escudo fue aprobado el 22 de junio de 2004 y publicado en el DOGC el 22 de julio del mismo año, con el número 4180.

### Bandera
La bandera de Valldoreix se define:

Bandera apaisada, de proporciones dos de alto por tres de largo, amarilla con un palo ondeado azul, de grueso 1/15 de la largura del paño situado a 2/15 del vuelo; y con un pentágono irregular rojo en el palo, cuyos vértices se sitúan, uno en la intersección de 1/2 de la altura del paño y 3/5 de la largura del mismo paño, dos a 1/4 de la largura del margen superior y a 1/4 de la largura del margen inferior, respectivamente, y los otros dos en los ángulos del palo; con una domus blanca abierta, de proporciones 1/2 de la altura del paño y 1/3 de la largura del mismo paño, centrada a 1/15 del palo.
Diari Oficial de la Generalitat de Catalunya

Los colores utilizados, están definidos para la escala internacional Pantone:
- Amarillo: Process Yellow U
- Azul: 298 U
- Rojo: Super Warm Red U
- Blanco: 877 U

## Lugares de interés
- Encina de Valldoreix, árbol protegido
- Castillo de Canals
- Museo parroquial de Valldoreix

## Equipo de fútbol
El primer equipo del Valldoreix F.C. participa en segunda catalana cuenta con 2 filiales, 9 equipos de fútbol base y una sección de básquet.

## Comunicaciones
Valldoreix tiene estación de Ferrocarriles de la Generalidad de Cataluña, llamada estación de Valldoreix. 
Aparte del tren, está comunicada por carretera local con San Cugat del Vallés y Barcelona. También pasa la autopista C-16 y es accesible por la autopista AP-7, pasando por San Cugat del Vallés.

## Demografía
| 3593                       | 3523 | 4482 | 4764 | 5048 | 5708 | 7175 | 7455 | 7599 | 8688 |
| (Fuente: [cita requerida]) |      |      |      |      |      |      |      |      |      |